# Rachel's
Rachel's是一支1994年在美國成立的古典音樂、後搖滾樂團。

## 樂團成員

### 現任
- 中提琴、電音：Christian Frederickson
- 鼓、鋼琴：Edward Grimes
- 鋼琴：Rachel Grimes
- 影片：Eve Miller
- 吉他、貝斯：Jason Noble（2012年8月4日逝世）

## 簡介

### 樂團簡史
Jason Noble和Christian Fredericksen在1989年相見，並在1994年正式成立Rachel's。Rachel's的名字來自Noble給予他豐田卡羅拉汽車的暱稱，與該團隨後加入的Rachel Grimes無關。Noble在2012年8月4日因滑液肉瘤在美國馬里蘭州貝塞斯達國立衛生研究院逝世。

## 音樂作品

### 專輯
- 1995年 - Handwriting
- 1996年 - Music for Egon Schiele
- 1996年 - The Sea and the Bells
- 1999年 - Selenography
- 2003年 - Systems/Layers

### EP
- 2000年 - Full On Night
- 2005年 - Technology is Killing Music

### 合輯
- 1996年 - Those Pearls...，收錄於Lounge Ax Defense and Relocation